# Kabinetten-L. Botha

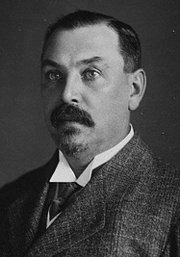
Generaal Louis Botha

Zuid-Afrika kende in de periode tussen 31 mei 1910 tot 3 september 1919 twee kabinetten-L. Botha.

## Achtergrond
Oud-generaal Louis Botha (1862-1919) en premier van kolonie Transvaal werd in mei 1910 door de Britse kroon benoemd tot de eerste premier van de Unie van Zuid-Afrika. Botha was zowel populair onder boeren als Engelstalige blanken en werd door de Britten gezien als een bindende factor. Op 15 september 1910 werden de eerste parlementsverkiezingen voor de Unie gehouden. Deze verkiezingen werden glansrijk gewonnen door Botha's partij "Het Volk", gesteund door kleinere Afrikanerpartijen en werden verloren door de door Engelstaligen gedomineerde Unionist Party van Leander Starr Jameson. Kort na de verkiezingen sloten "Het Volk" en andere Afrikanerpartijen zich aaneen en vormden de Suid-Afrikaanse Party, waarbij zich ook veel Engelstaligen aansloten.
In 1915 werden de parlementsverkiezingen opnieuw gewonnen door Botha, maar er ontstond wel een krachtiger oppositie van Afrikanernationalisten (Nasionale Party) die Botha's pro-Britse beleid bekritiseerden (men bedenke dat de Unie van Zuid-Afrika in 1914 tijdens de Eerste Wereldoorlog de zijde had gekozen van het Verenigd Koninkrijk in de strijd tegen de Duitsers).

## Samenstelling van de kabinetten-Botha I en II (1910-1919)
| Ministerspost                     | naam                                                                                             | afbeelding              | partij | periode                                                     |
| --------------------------------- | ------------------------------------------------------------------------------------------------ | ----------------------- | ------ | ----------------------------------------------------------- |
| Minister-president                | Generaal Louis Botha                                                                             | Gen. L. Botha           | SAP    | 1910 - 1919                                                 |
| Minister van Naturellen Zaken     | Henry Burton Generaal James Barry Hertzog Jacobus Wilhelmus Sauer Generaal Louis Botha           | Gen. J.B.M. Hertzog     | SAP    | 1910 - 1912 1912 1912 - 1913 1913 - 1919                    |
| Minister van Financiën            | Henry Charles Hull Generaal Jan Smuts David Pieter de Villiers Graaff Henry Burton Thomas Orr    | D.P. de Villiers Graaff | SAP    | 1910 - 1912 1912 - 1915 1915 - 1916 1916 - 1917 1917 - 1919 |
| Minister van Justitie             | Generaal James Barry Hertzog Jacobus Wilhelmus Sauer Nicolaas Jacobus de Wet                     | Gen. J.B.M. Hertzog     | SAP    | 1910 - 1912 1913 1913 - 1919                                |
| Minister van Verdediging          | Generaal Jan Smuts                                                                               | Gen. Jan Smuts          | SAP    | 1910 - 1919                                                 |
| Minister van Binnenlandse Zaken   | Generaal Jan Smuts Abraham Fischer Generaal Jan Smuts Hendrik Schalk Theron Thomas Watt          |                         | SAP    | 1910 - 1912 1912 - 1913 1913 - 1915 1915 1916 - 1919        |
| Minister van Spoorwegen en Havens | Jacobus Wilhelmus Sauer Henry Burton                                                             |                         | SAP    | 1910 - 1912 1912 - 1919                                     |
| Minister van Land                 | Abraham Fischer Hendrik Schalk Theron Kolonel Hendrik Mentz                                      |                         | SAP    | 1910 - 1913 1913 - 1916 1916 - 1919                         |
| Minister van Landbouw             | Generaal Louis Botha Jacobus Wilhelmus Sauer Generaal Louis Botha Hendrik Christiaan van Heerden | Gen. L. Botha           | SAP    | 1910 - 1912 1912 1912 - 1913 1913 - 1919                    |
| Minister van Onderwijs            | François Stephanus Malan Patrick Duncan                                                          | F.S. Malan              | SAP    | 1910 - 1919                                                 |
| Minister van Handel en Industrie  | Frederick Robert Moore George Leuchars                                                           |                         | SAP    | 1910 - 1911 1911 - 1912                                     |
| Minister van Mijnbouw             | Generaal Jan Smuts François Stephanus Malan                                                      | Gen. Jan Smuts          | SAP    | 1910 - 1912 1912                                            |
| Minister van Openbare Werken      | David Pieter de Villiers Graaff Thomas Watt                                                      | D.P. de Villiers Graaff | SAP    | 1910 - 1912 1912 - 1919                                     |
| Minister van Postwezen            | David Pieter de Villiers Graaff George Leuchars Thomas Watt Johannes Hendricus Meiring Beck      | D.P. de Villiers Graaff | SAP    | 1910 - 1912 1912 1912 - 1915 1916 - 1919                    |
| Minister zonder Portefeuille      | Charles O'Grady Gubbins David Pieter de Villiers Graaff Jacobus Arnoldus Combrick Graaf          | D.P. de Villiers Graaff | SAP    | 1910 - 1911 1912 1913 - 1919                                |